# Boleslav III.
Boleslav III. Ryšavý (okolo 965 – 1037, Polsko) byl český kníže v letech 999–1002 a nakrátko znovu v roce 1003.

## Původ
Boleslav III., nazvaný už souvěkým kronikářem Dětmarem z Merseburku Ryšavý, byl syn Boleslava II. Pobožného, bratr knížat Jaromíra a Oldřicha. Ačkoliv Kosmas píše, že Boleslavovou matkou byla údajně jako u jeho mladších bratrů kněžna Emma, dnes mají historici většinou za to, že jeho matka byla první manželka Boleslava II., zatímco Emma byla manželkou druhou nebo spíše až třetí.

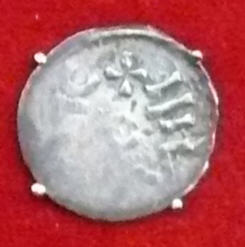
Boleslavův denár

Boleslavova násilnická vláda zahájila první vážnou krizi přemyslovského státu (ačkoliv jeho nástupnické právo coby nejstaršího syna nejspíš nikdo nezpochybňoval, rozhodl se pro pokus zbavit se svých bratrů coby konkurentů) podpořenou vznikem nových státních útvarů Polska a Uher. V roce 999, kdy se Boleslav III. ujal vlády, patřily z říše jeho otce a děda k českému státu už jen Čechy, ostatní území patřila už k Polsku a Uhersku.
Ke krizi kromě územních ztrát přispělo i spojenectví císaře Oty III. a polského knížete, bratrance Boleslava III. a jeho bratří, Boleslava Chrabrého.

## Boje o moc
- 1001 – útěk Jaromíra (na příkaz knížete vykastrován) a Oldřicha, který měl být na Boleslavův příkaz zavražděn, do Bavorska;
- 1002 – povstání proti Boleslavovi (vedeno Vršovci), Boleslav III. uprchl k Jindřichu Nordgavskému (otci Jitky, pozdější manželky knížete Břetislava I.). Boleslav III. jím byl krátce zajat, poté se uchýlil k Boleslavu Chrabrému do Polska;
- 1003 (leden) – po smrti Vladivoje byl Boleslav III. Boleslavem Chrabrým znovu dosazen na český knížecí stolec. Slíbil Boleslavu Chrabrému, že se zúčastní povstání proti římskoněmeckému králi Jindřichovi II.;
- 1003 (9. únor) – kníže slíbil odpouštění svým dřívějším odpůrcům, ale nařídil vyvraždění Vršovců a svého zetě z tohoto rodu prý zabil vlastníma rukama (tuto příhodu zaznamenal saský letopisec Dětmar z Merseburku). Tento čin vyvolal povstání. Boleslav Chrabrý povolal svého chráněnce do Polska, oslepil jej a uvěznil. Na jaře 1003 vpadl Boleslav Chrabrý do Čech, které ovládal do podzimu 1004, kdy byl vypuzen římským králem Jindřichem II. (pozdějším císařem). Zbylé tři desítky let života prožil svržený Boleslav III. v polském vězení, kde také roku 1037 „od nikoho neželen i umřel“.

Boleslav III. neměl mužského dědice, není známé ani jméno jeho manželky. Zřejmě měl jen dceru, manželku výše zmíněného Vršovce. Je tedy možné, že Boleslav měl vnuka, což mohl být jeden z důvodů, proč kníže Oldřich nařídil druhé vraždění Vršovců. Na druhou stranu Dětmar z Merseburku tvrdí, že se tak stalo kvůli tomu, že Vršovci podporovali prostředního z bratrů Jaromíra.

## Genealogie
| Boleslav I. nar. asi 915 zm. 967/972 | Boleslav I. nar. asi 915 zm. 967/972 |                                            |                                            | Biagota? | Biagota? |  |  | Eduard I.? | Eduard I.? |         |         | ? | ? |
|                                      |                                      |                                            |                                            |          |          |  |  |            |            |         |         |   |   |
|                                      |                                      |                                            |                                            |          |          |  |  |            |            |         |         |   |   |
|                                      |                                      | Boleslav II. nar. asi 932 zm. 7. února 999 | Boleslav II. nar. asi 932 zm. 7. února 999 |          |          |  |  |            |            | Adivea? | Adivea? |   |   |
|                                      |                                      |                                            |                                            |          |          |  |  |            |            |         |         |   |   |
|                                      |                                      |                                            |                                            |          |          |  |  |            |            |         |         |   |   |
|                                      |                                      |                                            |                                            |          |          |  |  |            |            |         |         |   |   |

| Boleslav III. nar. okolo 965 zm. 1037 |